# Lachnophorus montoroi
Lachnophorus montoroi is een keversoort uit de familie van de loopkevers (Carabidae). De wetenschappelijke naam van de soort is voor het eerst geldig gepubliceerd in 1931 door Tremoleras.